# Hallaton Castle Hill Camp
Hallaton Castle Hill Camp är ett slott i Storbritannien.   Det ligger i grevskapet Leicestershire och riksdelen England, i den södra delen av landet, 130 km norr om huvudstaden London. Hallaton Castle Hill Camp ligger 107 meter över havet.
Terrängen runt Hallaton Castle Hill Camp är platt. Runt Hallaton Castle Hill Camp är det ganska tätbefolkat, med 134 invånare per kvadratkilometer. Närmaste större samhälle är Corby, 13,1 km sydost om Hallaton Castle Hill Camp. Trakten runt Hallaton Castle Hill Camp består till största delen av jordbruksmark.